# Айгнер, Клеменс
Кле́менс Айгнер (нем. Clemens Aigner; род. 2 февраля 1993, Штайнах-на-Бреннере, Австрия) — австрийский прыгун с трамплина, бронзовый призёр Зимней Универсиады 2013.

## Биография
Айгнер, начал свою профессиональную карьеру в клубе SV Innsbruck-Bergisel, дебют состоялся в сентябре 2009 года на соревнованиях Альпийского кубка.
28 января 2012 года Айгнер впервые принял участие в соревнованиях Континентального кубка в Бишофсхофене.
В 2013 году принимал участие в Зимней Универсиаде в Трентино, наибольшего успеха добился в командных соревнованиях на нормальном трамплине, завоевав бронзовую медаль.
29 августа 2015 года он впервые победил на этапе Континентального кубке в чешском Френштате.
По итогам сезонов 2016 и 2017 годов Клеменс становился победителем Континентального кубка.
В кубке мира дебютировал в сезоне 2014/15 как участник национальной группы в Турне четырёх трамплинов на этапах в Инсбруке и Бишофсхофене. Провёл полноценный сезон в Кубке мира 2017/18. 18 ноября 2017 года в командных соревнованиях в Висле вместе с Даниэлем Хубером, Михаэлем Хайбёком и Штефаном Крафтом занял второе место. В этом сезоне он впервые участвовал во всех соревнованиях Турне четырёх трамплинов , где финишировал на итоговом 33 месте.
В 2018 году принял участие в двух крупных турнирах: полётном чемпионате мира и зимней Олимпиаде, однако, серьёзных успехов не добился.